# Schneppenheim
Schneppenheim ist ein Ortsteil der Gemeinde Weilerswist im Kreis Euskirchen, Nordrhein-Westfalen und bildet zusammen mit Hausweiler, Ottenheim und Derkum die statistische Ortschaft Derkum-Hausweiler mit knapp 1700 Einwohnern.
Der Ortsteil liegt südlich von Weilerswist. Die Landesstraße 210 führt durch den Ort.
Aus einer Urkunde des Jahres 1152 geht hervor, dass Schneppenheim um diese Zeit zum Herzogtum Limburg gehörte.
Bei der Schaffung einer neuen Verwaltung 1798/1800 unter französischer Herrschaft gehörte Schneppenheim zur Mairie Lommersum im Kanton Lechenich.